# Anna Pomořanská
Anna Pomořanská (Polsky: Anna Pomorska; 1492 – 25. dubna 1550) byla princeznou z rodu Greifenů a sňatkem břežskou kněžnou.

## Život
Anna se narodila jako nejstarší dcera vévody Bogislava X. Pomořanského a jeho druhé manželky Anny, dcery polského krále Kazimíra IV. Jagellonského.
9. června 1516 se asi čtyřiadvacetiletá princezna provdala za o deset let staršího knížete Jiřího I. Břežského. Manželství, které trvalo pět let do Jiřího smrti v roce 1521, zůstalo bezdětné. Podle manželovy poslední vůle Anna obdržela knížectví Lubin se všemi doživotními právy na samostatnou vládu. Annina vláda v Lubinu trvala dvacet devět let a po její smrti připadla lehnickému knížectví.